# Lycaena fusca
Lycaena fusca är en fjärilsart som beskrevs av Stetter-stättermayer 1937. Lycaena fusca ingår i släktet Lycaena och familjen juvelvingar. Inga underarter finns listade i Catalogue of Life.